# Бубны (Дятловский район)
Бубны́ (бел. Бубны) — деревня в Даниловичском сельсовете Дятловского района Гродненской области Республики Беларусь. По переписи населения 2009 года в Бубнах проживало 7 человек.

## История
В 1880 году Бубны — деревня в Дятловской волости Слонимского уезда Гродненской губернии (31 житель).
В 1905 году Бубны — деревня тех же волости, уезда и губернии (57 жителей).
В 1921—1939 годах Бубны находились в составе межвоенной Польской Республики. В 1923 году в Бубнах было 10 домов, 54 жителя. В сентябре 1939 года Бубны вошли в состав БССР.
В 1996 году Бубны входили в состав Торкачёвского сельсовета и колхоза «Беларусь». В деревне насчитывалось 10 хозяйств, проживали 14 человек.
13 июля 2007 года вместе с другими населёнными пунктами упразднённого Торкачёвского сельсовета Бубны были переданы в Даниловичский сельсовет.